# Тубальский Лиман
Тубальский Лима́н — урочище и озеро, расположенное на территории Мелитопольского района (Запорожская область, Украина), северо-западной части Азовского моря. Площадь — 1,96 км². Урочище включает водно-болотные угодья (водно-солончаковые) в приустьевой части реки Домузла (после впадения притока Акчокрак). Тип общей минерализации — солёное. Происхождение — лиманное. Группа гидрологического режима — бессточное. «Бассейновое управление водных ресурсов рек Приазовья»  указывает, что Тубальский лиман — один из четырех лиманов области.

## География
Параметры основной (южной) части (стабильное водное зеркало): длина — 1,5 км; ширина средняя — 0,4 км, наибольшая — 0,6 км. Глубина средняя — 10-20 см (летом). Водно-болотные угодья достигают длины 4,8 км и ширины 1 км. В летний период водоём частично или полностью пересыхает, наполняется весной.
Озеро образовано в приустьевой части реки Домузла и от Азовского моря полностью отделено пересыпью. Образовываются в пересыпи временные протоки, сообщающие Тубальский лиман с морем. Водоём неправильной удлинённой формы, вытянутый с северо-запада на юго-восток. Левый (северный) берег сильно извилистый, в отличие от правого. В Тубальский лиман впадает река Домузла и две балки (Глубокая и безымянная).
Берега пологие. Водное зеркало в северном направлении переходит в солончаки.
По обе стороны лимана на берегу Азовского моря расположены базы отдыха, также по обе стороны в непосредственной близости расположены сёла Новоконстантиновка и Приморский Посад.
Питание: подземными и поверхностными водами.
В воде, солончаках и прилегающих степных и песчаных почвах распространены 38 видов сине-зелёных водорослей. Весной и осенью, в зависимости от наличия воды, служит местом концентрации птиц.
Тубальский Лиман расположен в границах Приазовского национального природного парка.